# Turcey
Turcey ist eine französische Gemeinde mit 181 Einwohnern (Stand 1. Januar 2022) im Département Côte-d’Or in der Region Bourgogne-Franche-Comté. Sie gehört zum Arrondissement Dijon und zum Kanton Fontaine-lès-Dijon.

## Geographie
Turcey wird umgeben von Villotte-Saint-Seine im Norden, von Saint-Martin-du-Mont im Osten, von Saint-Martin-du-Mont im Süden und von Champrenault im Westen.

## Siehe auch

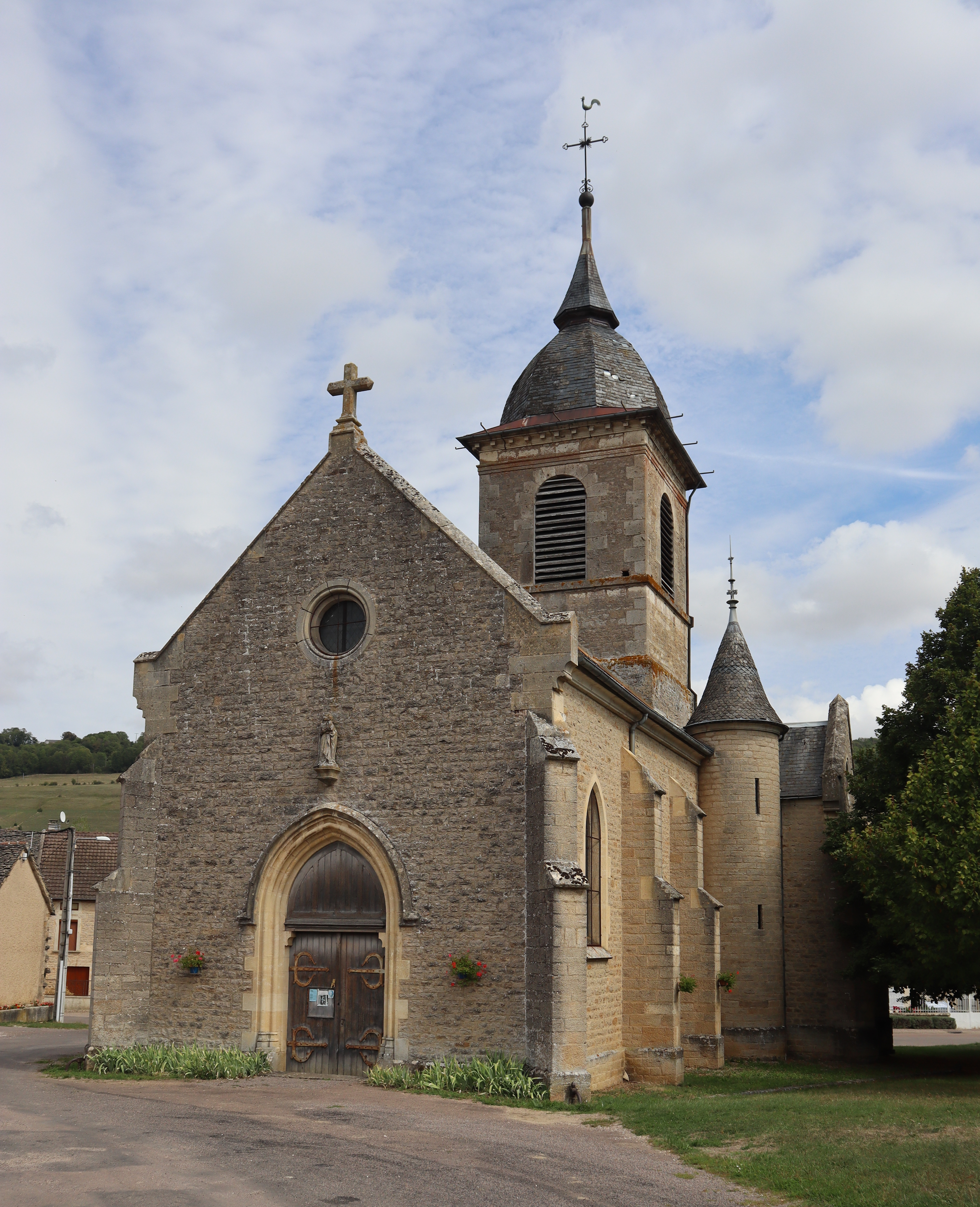
Kirche Saint-Julien in Turcey
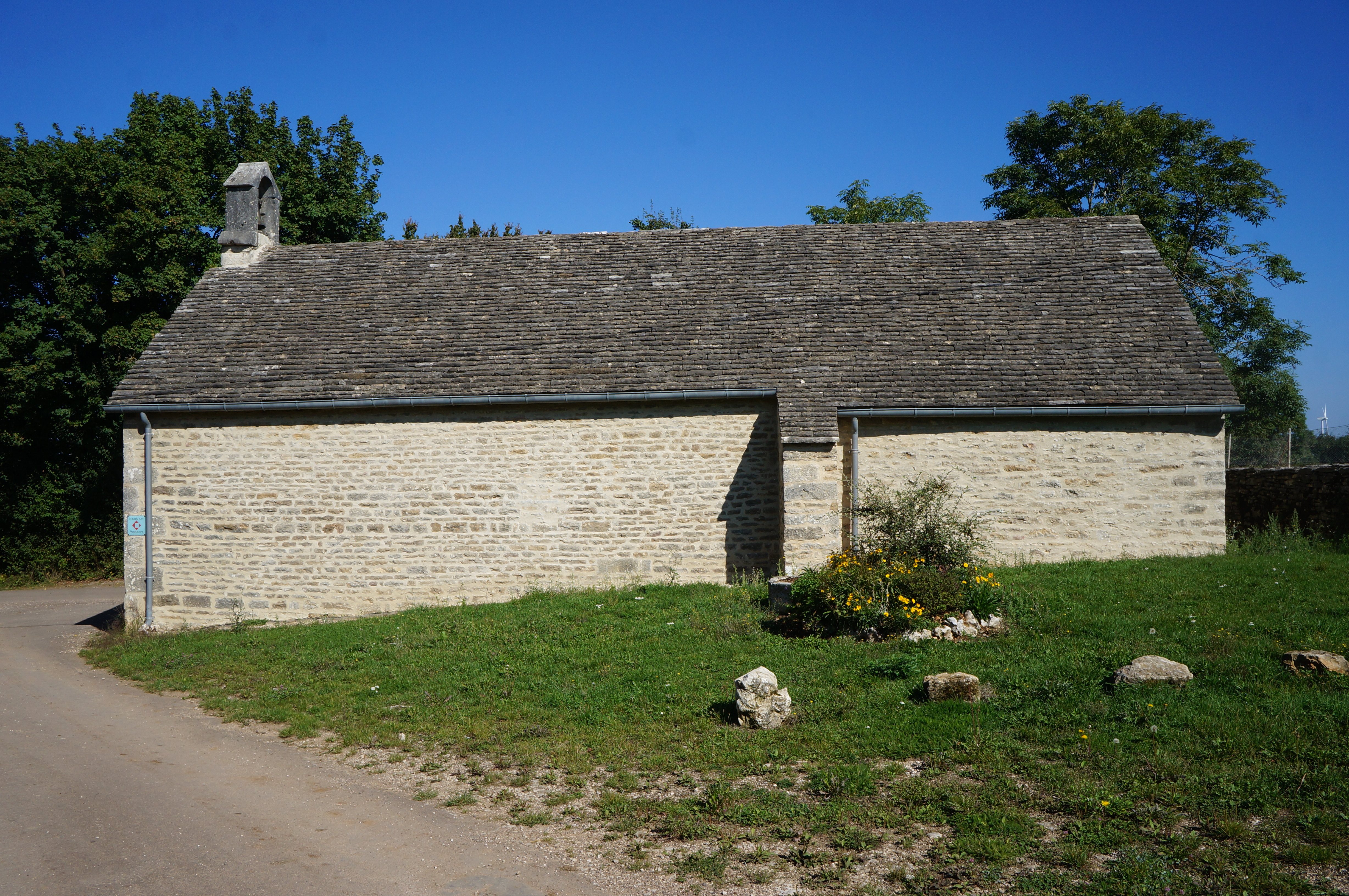
Kapelle Saint-Hubert in La Rochotte

## Bevölkerungsentwicklung
| Jahr                       | 1962 | 1968 | 1975 | 1982 | 1990 | 1999 | 2008 | 2016 | 2019 |
| Einwohner                  | 201  | 203  | 173  | 155  | 174  | 171  | 175  | 188  | 175  |
| Quellen: Cassini und INSEE |      |      |      |      |      |      |      |      |      |